# علی ناظم
علی ناظم (به ترکی آذربایجانی: Əli Nazim) (زاده ۲۴ نوامبر ۱۹۰۶ در تبریز - درگذشت ۲۳ اوت ۱۹۴۱ در باکو) شاعر، نویسنده و منتقد ادبی آذربایجانی دوره معاصر به‌شمار می‌رود.
علی ناظم با نام کامل علی‌اکبر محمداوغلو محمودزاده به سال ۱۹۰۶ در تبریز زاده شد وی تحصیلات عالیه خود را در «موسسه شرقی لنینگراد» گذراند، و سپس تحصیلات خود را در مسکو و مقطع کارشناسی ارشد به پایان رسانید.برای اولین بار در سال ۱۹۲۱ در روزنامه "Ishtirak" ("کمونیست") منتشر می‌شد، همکاری داشت و از سال ۱۹۳۰، عضو 'حزب کمونیست" شد و به عنوان یک منتقد ادبی فعال گشت. که در جمهوری آذربایجان به عنوان یکی از بنیانگذاران نقد مارکسیستی شناخته می‌شد. و بعدتر کار خود را تاریخ کلاسیک ادبیات آذربایجانی پیش گرفت؛ و راه میرزا فتحعلی آخوندزاده، جلیل محمدقلی‌زاده و میرزا علی‌اکبر صابر را در زمینه نقد ادبی ادامه داد.

## آثار شناخته شده
- «در ادبیات کارگری» (۱۹۲۶)
- «انقلاب فرهنگی و مسائل مربوط به میراث فرهنگی» (۱۹۲۸)
- «روش‌های تئاتر ما» (۱۹۳۳)
- «برای مطالعه کلاسیک لنینیستی» (۱۹۳۴)
- «اکتبر و نقد ما» (۱۹۳۴)